# Chheskam
Chheskam – gaun wikas samiti we wschodniej części Nepalu w strefie Sagarmatha w dystrykcie Solukhumbu. Według nepalskiego spisu powszechnego z 2001 roku liczył on 738 gospodarstw domowych i 3289 mieszkańców (1643 kobiet i 1646 mężczyzn).